# 애틀랜타 전역

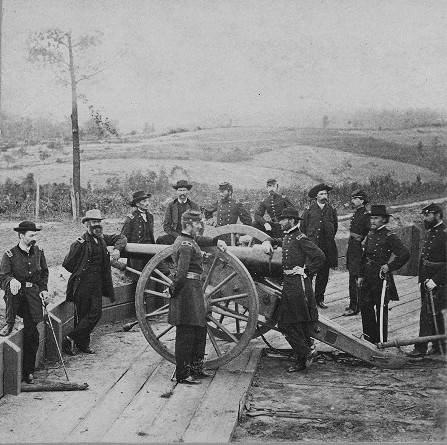
애틀랜타 외곽 참호에 있는 북군 소장 윌리엄 T. 셔먼(William T. Sherman)과 그의 참모들

애틀랜타 전역(Atlanta Campaign)은 1864년 여름 동안 조지아주 북서부와 애틀랜타 주변 지역을 거쳐 미국 남북전쟁 중 서부 전역에서 벌어진 일련의 전투이다. 북군 소장 윌리엄 테쿰세 셔먼(William Tecumseh Sherman)은 테네시주 채터누가 부근에서 조지아를 침공했다. 1864년 5월부터 남부연합 장군 조지프 E. 존스턴(Joseph E. Johnston)이 반대했다.
존스턴의 테네시군은 셔먼군의 연속적인 측면 공격에 맞서 애틀랜타로 철수했다. 7월, 남부연합 대통령 제퍼슨 데이비스(Jefferson Davis)는 존스턴을 좀 더 공격적인 존 벨 후드(John Bell Hood) 장군으로 교체했고, 그는 일련의 비용이 많이 드는 정면 공격으로 연합군에 도전하기 시작했다. 후드의 군대는 결국 애틀랜타에서 포위당했고 도시는 9월 2일에 함락되었으며, 이로 인해 셔먼의 바다 행진을 위한 무대가 마련되고 전쟁 종식을 앞당길 수 있었다.